# Челоу-кебаб
Челоу-кебаб (перс. چلوکباب) — одно из самых известных традиционных блюд иранской кухни.
Челоу-кебаб состоит из челоу (риса) с маслом и кебаба и употребляется с солодовой халвой (сумахом) и помидорами.
Изобретение такого блюда, как челоу-кебаб, восходит к Насер од-Дин-шаху. Этэмад ас-Сольтанэ также в своих записях пишет, что первым местом, где подавали челоу-кебаб в Иране, называлось «Челоу-кебабийе Наиб» и располагалось на старом базаре Тегерана и было похоже на европейские рестораны того времени. В то же время есть иное свидетельство о том, что первый ресторан-челоу-кебаб появился в Тебризе на границе с Кавказом. Согласно книге «История Каджаров» Мухаммада-Резы Муаттамад уль-Китаб, кавказские кебабы стали насаживать на шампур по приказу Насер-од-Дин-шаха и с тех пор они приобрели привычный сегодня вид. До этого же времени распространены были кебабы, приготовленные по-кавказски.
Во времена Насер-од Дин-шаха одна порция челоу-кебаба составляла 4 кранов (денежная единица в 1825—1932 годах), во времена Ахмад-шаха 4-5 риалов, а во времена Мохаммад-Реза шаха достигла 60 риалов. В шахское время в ресторанах сначала клиенту давали рис, а затем незамедлительно следующий прислуга на челоу снимал с шампура кебаб. В некоторых ресторанах снятие кебаба продолжалось до тех пор, пока клиент не оставался сыт. Тем не менее количество съеденных кебабов не отражалось на стоимости блюда. В прошлом, еда в ресторанах-челоукебаби подавалась в фарфоровой посуде. Личный повар Ахмад шаха Джавад Фарифте, открыв первый ресторан-челоукебаби под названием «Фарифте» в Париже, стал первым человеком, открывшим иранский ресторан подобного рода за границей.